# Jan Kalášek
Jan Kalášek (27. prosince 1903, Jaroměřice nad Rokytnou – 28. července 1996, Brno) byl český geolog a publicista.

## Biografie
Jan Kalášek se narodil v roce 1903 v Jaroměřicích nad Rokytnou, vystudoval obecnou a měšťanskou školu v Jaroměřicích nad Rokytnou a následně nastoupil na Gymnázium v Moravských Budějovicích, kde v roce 1924 odmaturoval. Následně nastoupil jako učitel do školy v Jaroměřicích nad Rokytnou, kde působil mezi lety 1925 a 1929. Následně učil i nadále, posléze nastoupil na přírodovědeckou fakultu Masarykovy univerzity v Brně, kde v roce 1946 absolvoval a následně nastoupil na pozici odborného asistenta na téže fakultě. Mezi lety 1950 a 1960 působil jako ředitel brněnského oddělení České geologické služby. Posléze pracoval do roku 1963, kdy odešel do důchodu, na pracovišti Geologického průzkumu v Jihlavě.
Věnoval se geologickému mapování okresu Třebíč a Českomoravské vrchoviny. Publikoval ve věstníku SGÚ, pracoval na geologické části publikace Příroda Třebíčska a sbíral minerály a horniny v okresu Třebíč. Věnoval se také sběru květin, kdy svůj herbář, sbírku hornin a minerálů a geologickou literaturu věnoval Městskému muzeu v Moravských Budějovicích.
V roce 2023 proběhla ve znovuotevřeném muzeu v Moravských Budějovicích výstava "Geolog vypravuje", která přiblížila život a práci Jana Kaláška.